# Dragojevac
Dragojevac es un pueblo ubicado en la municipalidad de Arilje, en el distrito de Zlatibor, Serbia.

## Superficie
Posee una superficie de 6,538 kilómetros cuadrados.

## Demografía
Hasta 2011 la población era de 264 habitantes, con una densidad de población de 40,38 habitantes por kilómetro cuadrado.